# Nizozemska zapadnoindijska kompanija
Nizozemska zapadnoindijska kompanija (nizozemski: Geoctroyeerde West-Indische Compagnie, skraćeno WIC) bila je zapadnoindijska kompanija koja je od nizozemske države dobila pravo trgovinskog monopola u Karibima i pravo trgovine robovima na Karibima, Brazilu i Sjevernoj Americi.

## Organizacija i aktivnosti
Nizozemska zapadnoindijska kompanija bila je ustrojena po uzoru na Nizozemsku istočnoindijsku kompaniju (Vereenigde Oost-Indische Compagnie ili VOC) koja je djelovala u Aziji (najvećim dijelom na prostoru današnje Indonezije) od 1602. godine. Glavna razlika između ove dvije kompanije bila je činjenica da WIC nije imala pravo na vojne operacije bez odobrenja nizozemske vlade. 
Isto kao i VOC i Nizozemska zapadnoindijska kompanija sastojala se od pet komora (kamers), u Amsterdamu, Rotterdamu, Hoornu, Middelburgu i Groningenu, od kojih su najznačajnije bile one u Amsterdamu i Middelburgu. Upravni odbor sastojao se od 19 članova.
Kompanija je imala poprilične uspjehe u 1620-ima i 1630-ima, kad su osnovane mnoge trgovačke postaje i kolonije. Kolonija Nova Nizozemska nalazila se na teritoriju današnjih američkih saveznih država New York, New Jersey, Delaware i Connecticut, a naselja su postojala i u državama Pennsylvania i Rhode Island. Osnovana su i brojna naselja u Surinamu i Gvajani te današnjim Nizozemskim Antilima koji se prostiru na nekoliko karipskih otoka. Kompanija se bavila i gusarstvom, a najznačajniji uspjeh bilo je osvajanje španjolske flote koja je prevozila srebro iz španjolskih kolonija u Španjolsku.
Godine 1630., zauzeta su portugalska naselja u Brazilu gdje je osnovana kolonija Nova Holandija s glavnim gradom Mauritsstadom. U Africi su postojale postaje na Zlatnoj obali i Angoli. Najvažnija dobra koja su se proizvodila i kojima se trgovalo bila su krzno (u Sjevernoj Americi), šećer (u Južnoj Amerci), robovska radna snaga, te zlato i slonovača (u Africi).

## Nestanak
Početni uspjeh kompanije je ubrzo nestao. Nizozemski Brazil su 1654. nakon dugog rata opet zauzeli Portugalci, a mnoge druge trgovačke postaje su uništile ili zauzele druge europske kolonijalne sile. Nova Nizozemska je također 1664. osvojena od strane Engleza. Godine 1674., WIC je reorganiziran; gusarska aktivnost je napuštena, a glavno poslovanje svelo se na dopremanje robova u Surinam i Antile. Senegambiju su ubrzo osvojili Francuzi.
Nakon što su Britanci u 1780-ima nakratko osvojili Surinam, WIC se praktički nije oporavila. Godine 1791., dionice kompanije kupila je nizozemska vlada, a teritoriji pod kontrolom WIC-a stavljeni su pod kontrolu vlasti.

## Vanjske poveznice
- (port.)(nizoz.)15 WIC-ovih knjiga o događajima u Brazilu u 17. stoljeću